# آبچلیک‌های آوازخوان
آبچلیک‌های آوازخوان (نام علمی: Actitis) نام یک سرده از تیره آبچلیکان است.

## گونه‌ها
- آبچلیک آوازخوان, Actitis hypoleucos
- آبچلیک خالدار, Actitis macularia